# Batman: Return of the Joker
Batman: Return of the Joker, conocido en Japón como Dinamyte Batman (ダイナマイトバットマン Dainamaito Battoman?), es un videojuego de acción y aventura lanzado en 1991 para la Nintendo Entertainment System. El videojuego está basado en la película de Tim Burton, aunque los personajes tienen el aspecto de las historietas.
Una versión para Mega Drive titulada Batman: Revenge of the Joker fue lanzada por Ringler Studios en 1992. Se anunció una versión para Super Nintendo pero nunca llegó a ser lanzada. Una versión completamente diferente del juego fue lanzada para Game Boy en 1992.

## Modo de juego
A pesar de haber sido lanzado para varias plataformas, el formato y el modo de juego eran prácticamente los mismos. El juego empieza cuándo el Guasón escapa del Asilo Arkham, y Batman recibe una señal de ayuda para atraparlo.
El modo de juego era de desplazamiento lateral, donde el jugador tendrá que derrotar rufianes que escaparon del Asilo, Batman también posee un cinturón lleno de herramientas, dichas herramientas ayudarán al jugador a finalizar el nivel.